# آدام فان کوئوردن
آدام فان کوئوردن (انگلیسی: Adam van Koeverden؛ زادهٔ ۲۹ ژانویهٔ ۱۹۸۲) قایقران کانو اهل کانادا است.
وی در مسابقات کشوری و بین‌المللی در مجموع برندهٔ ۳ مدال طلا، ۵ مدال نقره، ۵ مدال برنز شده‌است.